# Dirk van Prooije

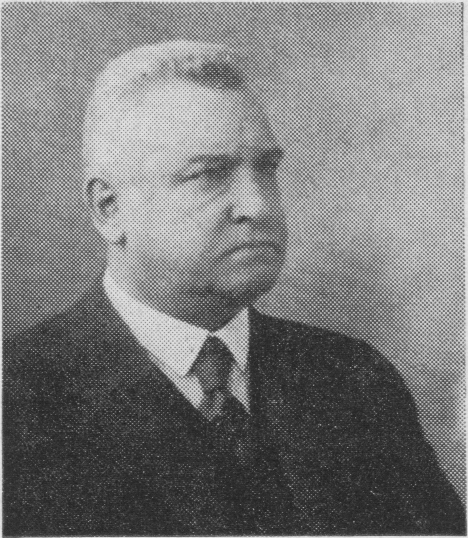
Dr. D.J. van Prooije

Dirk Johan van Prooije (Rotterdam, 30 januari 1881 – Den Haag, 17 maart 1942) was een Nederlands voetballer en sportbestuurder. Hij was van 1930 tot zijn overlijden in 1942 voorzitter van de Koninklijke Nederlandse Voetbalbond (KNVB).

## Loopbaan
Van Prooije voetbalde van 1896 tot 1904 voor de Rotterdamse vereniging Olympia. Daarna kwam hij als spil (centrale middenvelder) en aanvoerder tot 1912 uit voor de fusieclub VOC. Van 1904 tot 1933 was hij tevens voorzitter van VOC, een functie die hij daarvoor had bekleed bij Olympia. Naast zijn sportloopbaan studeerde hij scheikunde aan de Rijksuniversiteit Leiden. Hij promoveerde in oktober 1915. Hij was eerst deelgenoot en later eigenaar van een chemisch-technisch bureau in Rotterdam.
In oktober 1930 volgde hij Jan Willem Kips op als voorzitter van de KNVB. Onder zijn voorzitterschap kwalificeerde het Nederlands voetbalelftal met coach Bob Glendenning en spelers als Leen Vente, Beb Bakhuijs en Puck van Heel zich voor de WK 1934 in Italië en WK 1938 in Frankrijk.
Dirk van Prooije overleed in 1942 op 61-jarige leeftijd in het Rode Kruis Ziekenhuis in Den Haag. Na zijn dood werd hij door Karel Lotsy opgevolgd als voorzitter van de KNVB.